# Saladdín
Guvernorát Saladdín (arabsky: محافظة صلاح الدين) je jedním z 19 guvernorátů v Iráku, severně od Bagdádu. Má rozlohu 24 363 km² a v roce 2009 v něm žilo 1 259 300 obyvatel. Je rozdělen do 8 okresů s hlavním městem Tikrítem a největším městem Samarrou. Před rokem 1976 byl součástí guvernorátu Babylón. Sousedí s guvernoráty Ninive, Arbíl, Ta'mín, Sulajmáníja, Dijála, Babylón a Anbár.
Je pojmenována po muslimském vůdci Saladinovi, který z této provincie pocházel. Provincie je také známá jako domov Saddáma Husajna, který pocházel z vesnice Al-Awja. 

## Provinční vláda
- Guvernér: Raed al-Džabouri
- Zástupce guvernéra: Ammar Hikmat[2]
- Předseda provinční rady: Ahmed Abdel-Džabbar al-Karim

## Sídla
- Tikrít
- Bajdží
- Balad
- Samarra
- Dudžajl
- Al-Dawr
- Jatríb
- Al-Širkvat
- Sulejmán Bek
- Jankjá
- Tuz Kúrmatu
- Al Išákvi
- Amirlí
- Al Senijá
- Al Dúlujá
- Saád
- Al-Faris
- Al-Hajaj